# Lumparland
Lumparland es un municipio de Finlandia situado en la región de Åland. En 2018 su población era de 390 habitantes. La superficie del término municipal es de 87,04 km², de los cuales 50,69nbsp;km² son agua. El municipio tiene una  densidad de población de 10,73 hab./km².
Limita con los municipios de Föglö, Jomala, Lemland, Sund y Vårdö, todos ellos en el archipiélago de las Åland.
El ayuntamiento es unilingüe en sueco.